# Andrzejów (powiat sochaczewski)
Andrzejów – wieś w Polsce położona w województwie mazowieckim, w powiecie sochaczewskim, w gminie Brochów.
Wieś wchodzi w skład sołectwa Andrzejów, Brochocin.
W latach 1975–1998 miejscowość należała administracyjnie do województwa warszawskiego.